# Anthony Roux
Anthony Roux (* 18. April 1987 in Verdun) ist ein ehemaliger französischer Radrennfahrer und seit September 2023 Profi-Triathlet.

## Sportliche Laufbahn
Anthony Roux gewann 2005 in der Juniorenklasse die Gesamtwertung bei der Tour de Lorraine und eine Etappe beim Grand Prix Général Patton. 2007 wurde er jeweils Dritter bei Lüttich–Bastogne–Lüttich Espoirs und bei der französischen Zeitfahrmeisterschaft. Daraufhin fuhr er Ende der Saison bei dem ProTeam La Française des Jeux als Stagiaire und bekam für die folgende Saison einen Profivertrag. Seinen ersten internationalen Erfolg  feierte er 2009 mit einem Etappensieg beim Circuit Cycliste Sarthe.

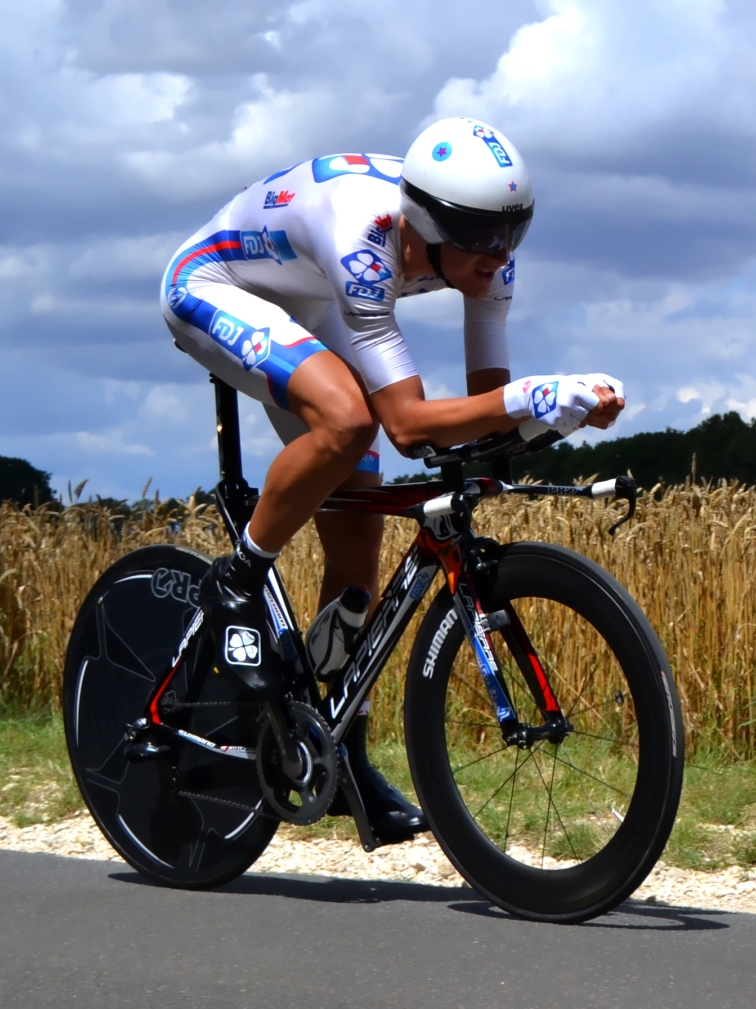
Anthony Roux beim EZF auf der 19. Etappe der Tour de France 2012

Im Oktober 2011 verletzte sich Roux bei einem Querfeldeinrennen im französischen Boulzicourt schwer und brach sich zwei Rückenwirbel. Anschließend musste er ein halbes Jahr pausieren. 2013 konnte er neben den Siegen Platz 3 beim Etoile de Bessèges und Platz 34 bei der Vuelta a España belegen. 2014 wurde Roux Zweiter bei den Französischen Meisterschaften im Einzelzeitfahren und Dritter beim Circuit Cycliste Sarthe und Fünfter bei Paris–Camembert. 2015 konnte er Platz 6 beim Bretagne Classic Ouest-France und Platz 7 beim Grand Prix de la Somme erwirken. 2016 wurde er erneut Zweiter bei den Französischen Meisterschaften im Einzelzeitfahren, Dritter beim Grand Prix Cycliste de Québec, Neunter beim Grand Prix Cycliste de Montréal und Elfter bei Clásica San Sebastián. 2017 wurde er Dritter bei den Französischen Meisterschaften im Einzelzeitfahren und Siebter bei der Clásica San Sebastián. 2018 wurde er französischer Meister im Straßenrennen, das Zeitfahren beendete Roux auf Platz vier. Außerdem wurde er jeweils Dritter bei Clásica San Sebastián und der Tour du Limousin. Bis Ende 2022 konnte er keine weiteren nennenswerte Resultate erzielen.
Nach der Saison 2022 beendete Roux seine Profikarriere als Radsportler und gab bekannt, dass er sich nach seiner Karriere als Radprofi dem Triathlon widmen wird. Nachdem Roux beim Ironman France in der Altersklasse 35–39 den ersten Platz belegte, wurde er ab September 2023 Triathlon-Profi. Das erste Rennen Triathlon de Gérardmer beendete er auf dem 10. Platz. 2024 belegte Roux beim Ironman Lanzarote den 12. Platz und beim Embrunman Platz 9 bevor er im September den Ventouxman gewann.

## Erfolge
2009
- eine Etappe Circuit Cycliste Sarthe
- eine Etappe Vuelta a España

2010
- eine Etappe Circuit de Lorraine
- eine Etappe Tour du Poitou Charentes

2011
- Gesamtwertung und eine Etappe Circuit Cycliste Sarthe
- Gesamtwertung und zwei Etappen Circuit de Lorraine
- Grand Prix de la Somme

2013
- eine Etappe Étoile de Bessèges
- eine Etappe Burgos-Rundfahrt

2015
- eine Etappe Circuit Cycliste Sarthe

2018
- eine Etappe Route d’Occitanie
- Französischer Meister – Straßenrennen
- eine Etappe Tour du Limousin

## Grand-Tour-Platzierungen
| Grand Tour            | 2009 | 2010 | 2011 | 2012 | 2013 | 2014 | 2015 | 2016 | 2017 | 2018 | 2019 | 2020 | 2021 | 2022 |
| --------------------- | ---- | ---- | ---- | ---- | ---- | ---- | ---- | ---- | ---- | ---- | ---- | ---- | ---- | ---- |
| Giro d’ItaliaGiro     | –    | –    | –    | –    | DNF  | –    | 87   | –    | –    | 76   | –    | –    | –    | –    |
| Tour de FranceTour    | –    | 165  | 99   | 126  | –    | –    | –    | 63   | –    | –    | 102  | –    | –    | –    |
| Vuelta a EspañaVuelta | 120  | –    | –    | –    | 34   | DNF  | –    | –    | 52   | –    | –    | 66   | 58   | –    |